# Zoo de Dusit
Le zoo de Dusit (Dusit Zoo, thaï สวนสัตว์ดุสิต) ou populairement connu sous le nom de Khao Din Wana (เขาดินวนา) et Khao Din (เขา ดิน) était un zoo à Bangkok, en Thaïlande. Situé au parc Khao Din dans le quartier Dusit de Bangkok, à côté de l'ancien Parlement et du palais Dusit, c'était le plus ancien zoo de Thaïlande, en activité depuis 1938 et fermé le 30 septembre 2018.
Un nouveau zoo d'une surface de 48 ha est en construction au nord de Bangkok dans la province toute proche de Pathum Thani pour succéder au zoo de Dusit : son ouverture est prévue, pour sa première phase en 2026 et pour sa totalité en 2028. 

## Histoire
Le zoo de Dusit était à l'origine un jardin botanique appelé "Khao Din Wana". Le roi roi Chulalongkorn (Rama V), au cours de ses visites en Europe, a été impressionné par les jardins, utilisés comme lieux de détente et de divertissement. Sa Majesté a donc conseillé de créer un jardin botanique. en Thaïlande. En 1895, il ordonne la construction d'un jardin sur un terrain à l'est du canal de Premprachakorn, en face du palais de Chitrlada. Un grand lac a été creusé avec des canaux et des chemins l'entourant.
L'origine du nom "Khao Din", qui signifie "montagne de terre", vient simplement du fait de l'accumulation de la terre extraite en creusant le lac, qui s'est retrouvée entassée dans un monticule au milieu du jardin. Différents arbres ont été plantés et appelés "Wana" qui signifie forêt, toute la zone a ainsi été appelée "Khao Din Wana". Au début, le jardin était privé et faisait partie de l'enceinte du palais, il était utilisé pour le plaisir de la famille royale et du personnel du palais. Plus tard, pendant le règne du roi Rama VII, Sa Majesté a évoqué la possibilité que ce jardin soit agrandi et amélioré pour le bénéfice du grand public.
L'initiative sera quelque peu retardée après les turbulences engendrée par la révolution de 1932, voyant la Thaïlande passer d'une monarchie constitutionnelle absolue à une monarchie constitutionnelle. En 1938, le gouvernement constitutionnel avec à sa tête le Premier ministre P. Piboonsongkram, a demandé la permission royale au roi Ananda Mahidol (Rama VIII), afin de finaliser la désignation de «Khao Din Wana» comme parc public.
La municipalité de Bangkok a ensuite transféré Axis Deer et divers animaux de Suan Umporn, ainsi que des crocodiles et des singes de Suan Saranrom dans le zoo.
Le roi Rama VIII, en plus d'autoriser cette utilisation du domaine, a fait don de cerfs et d'un certain nombre d'autres animaux provenant du parc adjacent de Suan Umporn. Des crocodiles et des singes provenaient eux du parc Suan Saranrom (autre jardin crée par Rama V). À ses débuts, une demande a également été faite pour que les éléphants royaux du palais soient présentés au zoo le dimanche. Une fois toutes les rénovations terminées, le zoo a été ouvert au public le 18 mars 1938 et officiellement appelé "Dusit Zoo".
La gérance fut d'abord confiée à la municipalité de Bangkok jusqu'en 1954, date à laquelle une organisation d'État, le Zoological Park Organization, fut créée pour avoir plus de souplesse dans le budget.
À son apogée, le zoo de Dusit couvrait une surface de 188 800 mètres carrés, et était le zoo le plus populaire de Thaïlande, attirant en moyenne plus de 2 millions de visiteurs annuels.
En Août 2018, le Zoological Park Organization (ZPO) annonce que le zoo sera fermé et transféré sur un nouveau terrain de 300 rai (48 hectares) en banlieue de Bangkok. Cette annonce fait suite à la récupération du site par le bureau gérant les actifs de la famille royale (Crown Property Bureau). Cette dernière souhaitant transformer le terrain en hôpital publique, tandis que le zoo occupera un espace plus large et modernisé dans le district de Thanyaburi, province de Pathum Thani. Après l'annonce, la date de fermeture est repoussée d'un mois, et le zoo a prolongé ses heures d'ouverture jusqu'au 30 septembre 2018 pour permettre à un maximum de personnes de faire ses adieux au zoo historique. La construction du nouveau zoo n'ayant pas eu démarré, les animaux ont été transférés temporairement à travers les autres zoos du pays géré par le ZPO 

## Les aménagements et animaux du zoo de Dusit
Le zoo de Dusit abritait une grande variété d'animaux, incluant des alligators d'Amérique, des manchots de Humboldt, des pandas roux, des hippopotames, cerfs à bois thaïlandais, éléphants d'Asie, tapirs malais etc.
Le parc incluait plus de 2 000 espèces, domestiques et internationales, parmi lesquelles on comptait un grand nombre d'oiseaux (plus de 800) mais aussi plus de 300 espèces de mammifères et près de 200 reptiles.
Le zoo incluant une zone de divertissement intitulé "Play Land", qui proposait des manèges et des installations pour divertir les enfants tout au long de la journée, tandis que des pédalos permettaient de se balader sur le lac. Un train touristique offrait également la possibilité d'explorer le zoo de Dusit, qui contenait également un hôpital pour animaux, un musée du zoo et un centre éducatif.

### Les animaux rares du zoo
Parmi les attractions phares, on pouvait y admirer notamment un cerf aboyeur (Muntjac indien) albinos ainsi qu'un tigre du Bengale blanc (également albinos). Le zoo possédait également un félin rare, le Chat de Temminck dans le milieu des années 1990.